# Lompad
Lompad je akumulacijsko jezero u Kaluškoj oblasti. Nastalo je izgradnjom brane na rijeci Nepolotu 1732. godine.
Vodena površina jezera je 8,7 četvornih kilometara, maksimalna dubina — 16 metara. Srednja dubina je 3–4 metra. Volumen vode jezera Lompad je 30 milijuna kubičnih metara. Dugačko je 16 km. U gradu Ljudinovo širina jezera dolazi do pola kilometra.
Jezero Lompad po obalama obrubljeno je crnogoričnom šumom. Iz jezera izvire rijeka Nepolot, pritok Bolve. Ono zajedno s rijekom dijeli Ljudinovo na dvoje — na istočni i zapadni dio.
Jezero Lompad smatra se jednim od sedam čuda Kaluške oblasti, ono je spomenik prirode. Ime ("lom-pad) može se tumačiti kao "močvarna dolina" ili "šumski drvolom". Prema drugoj verziji, riječ "lompolo" znači "širenje rijeke."
U jezeru obitava 17 vrsta riba, uključujući bodorke, grgeč, deverika, crvenperka, balavac, štuka, šaran. U ulovu do 51% iznosi deverika.